# Tropidion obesum
Tropidion obesum là một loài bọ cánh cứng trong họ Cerambycidae.